# Bauernstruktur
Die Bauernstruktur beschreibt im Schach die Position der einzelnen Bauern zueinander, ohne Berücksichtigung der sonstigen Figuren. Die Bauernstruktur ist ein wesentlicher Aspekt der Stellungsbewertung. Da Bauern langsamer ziehen als Figuren, behalten Bauernstrukturen oft über längere Phasen in der Partie ihren Charakter bei und bestimmen dadurch oft die langfristigen Pläne der beiden Spieler. Dies brachte Philidor durch das bekannte Zitat zum Ausdruck:

„Die Bauern sind die Seele des Schachspiels.“

## Allgemeine Klassifizierung

### Offene und geschlossene Bauernstrukturen
|   | a | b | c | d | e | f | g | h |   |
| 8 |   |   |   |   |   |   |   |   | 8 |
| 7 |   |   |   |   |   |   |   |   | 7 |
| 6 |   |   |   |   |   |   |   |   | 6 |
| 5 |   |   |   |   |   |   |   |   | 5 |
| 4 |   |   |   |   |   |   |   |   | 4 |
| 3 |   |   |   |   |   |   |   |   | 3 |
| 2 |   |   |   |   |   |   |   |   | 2 |
| 1 |   |   |   |   |   |   |   |   | 1 |
|   | a | b | c | d | e | f | g | h |   |

Nach zahlreichen Bauernopfern und -täuschen haben sich in dieser scharfen Eröffnungsvariante schon nach sieben Zügen zahlreiche Linien und Diagonalen geöffnet.
|   | a | b | c | d | e | f | g | h |   |
| 8 |   |   |   |   |   |   |   |   | 8 |
| 7 |   |   |   |   |   |   |   |   | 7 |
| 6 |   |   |   |   |   |   |   |   | 6 |
| 5 |   |   |   |   |   |   |   |   | 5 |
| 4 |   |   |   |   |   |   |   |   | 4 |
| 3 |   |   |   |   |   |   |   |   | 3 |
| 2 |   |   |   |   |   |   |   |   | 2 |
| 1 |   |   |   |   |   |   |   |   | 1 |
|   | a | b | c | d | e | f | g | h |   |

Bauernstruktur nach dem 32. und letzten Zug von Weiß. Die Partie endete remis.
Offene Stellungen sind dadurch charakterisiert, dass durch Bauerntäusche viele Linien und Diagonalen geöffnet sind. Als offene Linie bezeichnet man eine Linie, wenn sich keine Bauern auf ihr befinden. Halboffen ist sie, wenn nur ein Bauer gegnerischer Farbe darauf steht. Geschlossene Linien verfügen über Bauern beider Farben. Die Beweglichkeit von Dame, Turm und Läufer ist umso größer, je offener die Stellung ist. Eine Öffnung der Stellung führt also meist zu einem aktiveren Figurenspiel. Es gilt als vorteilhaft, die offenen Diagonalen durch eigene Läufer und die offenen Linien mit eigenen Türmen zu besetzen und dadurch zu kontrollieren. Als besonders stark gilt eine Turmverdopplung. Bauern, die auf halboffenen Linien stehen, stellen natürliche Angriffsziele dar, besonders, wenn sie rückständig oder isoliert sind, also durch eigene Bauern nicht oder schwer verteidigt werden können.
Typische Eröffnungen, die zu einer offenen Bauernstruktur führen, sind z. B. die Hauptvariante der Italienischen Partie mit 5. d2–d4, Schottisch und Spanisch sowie Gambits.
Geschlossene Bauernstrukturen bieten keine oder fast keine Räume zwischen den Bauern, oft ist die Struktur so, dass sich gegnerische sowie eigene Bauern blockieren und Bauerntäusche daher nicht möglich sind. Daher gibt es keine freien Diagonalen oder Linien. Oft werden die Figuren aufgrund des Platzmangels suboptimal oder gar nicht entwickelt. Das Spiel ist fixiert auf Sicherheit und oft sehr defensiv. Schnelle Angriffe sind selten. Das Spiel ist meist geprägt von einer langsamen Entwicklung der Figuren, die auf das Anhäufen kleiner Vorteile gerichtet ist.
Typische Eröffnungen, die zu einer geschlossenen Bauernstruktur führen, sind z. B. die Moderne Verteidigung, einige Französisch- und Englischvarianten sowie einige Varianten Indischer Eröffnungen.

### Symmetrische und asymmetrische Bauernstrukturen
|   | a | b | c | d | e | f | g | h |   |
| 8 |   |   |   |   |   |   |   |   | 8 |
| 7 |   |   |   |   |   |   |   |   | 7 |
| 6 |   |   |   |   |   |   |   |   | 6 |
| 5 |   |   |   |   |   |   |   |   | 5 |
| 4 |   |   |   |   |   |   |   |   | 4 |
| 3 |   |   |   |   |   |   |   |   | 3 |
| 2 |   |   |   |   |   |   |   |   | 2 |
| 1 |   |   |   |   |   |   |   |   | 1 |
|   | a | b | c | d | e | f | g | h |   |

Schwarz besitzt die Bauernmehrheit am Damenflügel, Weiß am Königsflügel.
Von einer symmetrischen Bauernstruktur spricht man, wenn sich die Positionierung der Bauern von Schwarz und Weiß spiegelbildlich gleichen oder wenigstens ähneln. Solche Stellungen entstehen z. B. häufig in der symmetrischen Variante der Englischen Partie oder in der Abtauschvariante der französischen Verteidigung. In symmetrischen Bauernstrukturen ist es oft schwierig, Schwächen in der gegnerischen Stellung zu schaffen und dadurch in Vorteil zu gelangen. Deswegen neigen symmetrische Stellungen unter starken Spielern oft zum Remis.
In asymmetrischen Stellungen besitzt ein Spieler häufig eine Bauernmehrheit in einer Bretthälfte. Bei ausgeglichenem Material hat dann sein Gegner die Bauernmehrheit auf dem anderen Flügel. Im Mittelspiel ist ein Angriff oft in der Bretthälfte vielversprechender, wo der jeweilige Angreifer die Bauernmehrheit hat. Ein solcher Majoritätsangriff hat entweder das Ziel, einen Freibauern zu schaffen oder richtet sich gegen die Bauern, die schützend vor dem gegnerischen König stehen. Diese Regel gilt jedoch nicht ausnahmslos: Besitzt ein Spieler die Bauernmehrheit am Damenflügel, so kann sein Gegner versuchen, die Bauernstruktur durch einen Minoritätsangriff zu unterminieren. Das bedeutet, dass er durch gezielte Bauernvorstöße Schwächen in der gegnerischen Bauernstruktur schafft (z. B. isolierte Bauern, Doppelbauern etc.), und damit dessen Bauernmehrheit wertlos werden lässt oder gar beseitigt.
Außerdem gibt es in asymmetrischen Stellungen für beide Spieler halboffene Linien. Diese stellen die natürlichen Entwicklungsfelder für die Türme dar, da sie hier direkt gegnerische Bauern anvisieren können.
Im Endspiel gilt bei kurzer Rochade beider Spieler eine Bauernmehrheit auf dem Damenflügel als vorteilhafter. Wird dort ein Freibauer gebildet, so ist er für den verteidigenden König schwerer zu erreichen und aufzuhalten.

## Besondere Strukturen

### Bauernphalanx
|   | a | b | c | d | e | f | g | h |   |
| 8 |   |   |   |   |   |   |   |   | 8 |
| 7 |   |   |   |   |   |   |   |   | 7 |
| 6 |   |   |   |   |   |   |   |   | 6 |
| 5 |   |   |   |   |   |   |   |   | 5 |
| 4 |   |   |   |   |   |   |   |   | 4 |
| 3 |   |   |   |   |   |   |   |   | 3 |
| 2 |   |   |   |   |   |   |   |   | 2 |
| 1 |   |   |   |   |   |   |   |   | 1 |
|   | a | b | c | d | e | f | g | h |   |

Eine weiße Bauernphalanx, die die mit × markierten Felder kontrolliert.
Am vorteilhaftesten gilt die Anordnung von Bauern in Form einer Phalanx. Das bedeutet, dass die Bauern auf derselben Reihe unmittelbar nebeneinander stehen. Dadurch vermögen sie alle Felder vor ihnen und auch noch die beiden seitlich benachbarten Felder zu kontrollieren. Bei Bedarf kann ein Bauer aus der Phalanx vorrücken und wird dabei automatisch von seinen Nachbarn gedeckt. Es entsteht dann eine Bauernkette.

### Bauernkette
|   | a | b | c | d | e | f | g | h |   |
| 8 |   |   |   |   |   |   |   |   | 8 |
| 7 |   |   |   |   |   |   |   |   | 7 |
| 6 |   |   |   |   |   |   |   |   | 6 |
| 5 |   |   |   |   |   |   |   |   | 5 |
| 4 |   |   |   |   |   |   |   |   | 4 |
| 3 |   |   |   |   |   |   |   |   | 3 |
| 2 |   |   |   |   |   |   |   |   | 2 |
| 1 |   |   |   |   |   |   |   |   | 1 |
|   | a | b | c | d | e | f | g | h |   |

Typische Bauernstruktur in der Vorstoßvariante der Französischen Verteidigung: Die weiße Bauernkette b2–c3–d4–e5 und die schwarze Bauernkette f7–e6–d5–c4 blockieren sich gegenseitig.
Unter einer Bauernkette versteht man eine Bauerngruppe, bei der sich alle beteiligten Bauern gegenseitig decken, weil sie auf benachbarten Feldern derselben Diagonale stehen. Bauernketten schränken den Gegner in seiner Bewegungsfreiheit massiv ein, da alle Bauern Felder gleicher Farbe angreifen und so oft einem der Läufer alle Felder nehmen. Sehr oft tauchen lange Bauernketten in der Französischen Verteidigung auf, wo sich die weißen Bauern auf den Feldern b2, c3, d4 und e5 befinden bzw. beim Gegner auf f7, e6 und d5, in manchen Fällen auch noch c4 (siehe Diagramm). In dem Fall entstehen in der Französische Verteidigung geschlossene Stellungen.
Der Bauer, der der eigenen Grundreihe am nächsten ist, heißt Basis (Im Diagramm b2 bzw. f7). Der am weitesten vorgerückte Bauer wird Spitze genannt (e5 bzw. c4). Die Basis ist der einzige ungedeckte Bauer einer Bauernkette. Laut Nimzowitsch sollten Bauernketten daher immer dort angegriffen werden. Da diese für den Gegner aufgrund der großen Entfernung zu den eigenen Bauern nur schwer erreichbar ist, versucht man nach neuerer Auffassung auch oft, die Bauernkette vorne anzugreifen. Dadurch schwächt man zwar die eigene Bauernkette, erreicht aber ein aktiveres Figurenspiel.
In der Diagrammstellung ist für Schwarz beispielsweise der Bauernvorstoß f7–f6 eine Option. Zwar wird nach dem Tausch der schwarze Bauer e6 rückständig. Aber Schwarz bekommt durch die Kontrolle des Feldes f6 und die Öffnung der f-Linie Entwicklungsmöglichkeiten am Königsflügel, die zuvor praktisch vollständig durch die Bauernketten blockiert waren.

### Stonewall
|   | a | b | c | d | e | f | g | h |   |
| 8 |   |   |   |   |   |   |   |   | 8 |
| 7 |   |   |   |   |   |   |   |   | 7 |
| 6 |   |   |   |   |   |   |   |   | 6 |
| 5 |   |   |   |   |   |   |   |   | 5 |
| 4 |   |   |   |   |   |   |   |   | 4 |
| 3 |   |   |   |   |   |   |   |   | 3 |
| 2 |   |   |   |   |   |   |   |   | 2 |
| 1 |   |   |   |   |   |   |   |   | 1 |
|   | a | b | c | d | e | f | g | h |   |

Zwei Stonewalls stehen sich direkt gegenüber.
Eine besondere Formation, die mit der Bauernkette verwandt ist, ist eine Gruppe von drei Bauern, die wie im Diagramm angeordnet sind. Diese entstehen sehr häufig in verschiedenen Eröffnungssystemen, z. B. Englisch oder Holländisch. Da die Basis (der mittlere Bauer) vom Gegner kaum zu erreichen ist, ist der Stonewall eine sehr dauerhafte Bauernformation.

### Doppelbauer, Tripelbauer und Quadrupelbauer
|   | a | b | c | d | e | f | g | h |   |
| 8 |   |   |   |   |   |   |   |   | 8 |
| 7 |   |   |   |   |   |   |   |   | 7 |
| 6 |   |   |   |   |   |   |   |   | 6 |
| 5 |   |   |   |   |   |   |   |   | 5 |
| 4 |   |   |   |   |   |   |   |   | 4 |
| 3 |   |   |   |   |   |   |   |   | 3 |
| 2 |   |   |   |   |   |   |   |   | 2 |
| 1 |   |   |   |   |   |   |   |   | 1 |
|   | a | b | c | d | e | f | g | h |   |

Ein weißer Doppelbauer auf der c-Linie und ein schwarzer Tripelbauer auf der f-Linie
In vielen Partien kommt es vor, dass nach bestimmten Schlagabwicklungen zwei Bauern gleicher Farbe auf derselben Linie vorzufinden sind, oft auf unmittelbar angrenzenden Reihen. Dann spricht man von einem Doppelbauer, bei drei Bauern von einem Tripelbauer bzw. bei vier Bauern von einem Quadrupelbauer. Da sich Doppelbauern gegenseitig nicht decken können und in ihrer Vorwärtsbewegung eingeschränkt sind, sind sie häufig ein Nachteil für die Stellung des betreffenden Spielers.
Doppelbauern werden in vielen Fällen aber auch in Kauf genommen, wenn sich bei ihrer Bildung ein anderer Vorteil ergibt. So tauscht Schwarz in der Nimzo-Indischen Verteidigung seinen Läufer oft gegen den Sc3, wodurch der Doppelbauer c3/c4 entsteht. Weiß ist darüber nicht unglücklich, denn einerseits erhält er das Läuferpaar und andererseits nimmt c3 Einfluss auf das wichtige Feld d4. In der Berliner Variante der Spanischen Partie gilt umgekehrt für Schwarz ähnliches. Hier schlägt Schwarz mit d7xc6 sogar bewusst „aus dem Zentrum hinaus“ um gleichzeitig eine Läuferdiagonale und die d-Linie zu öffnen.

### Freibauer
|   | a | b | c | d | e | f | g | h |   |
| 8 |   |   |   |   |   |   |   |   | 8 |
| 7 |   |   |   |   |   |   |   |   | 7 |
| 6 |   |   |   |   |   |   |   |   | 6 |
| 5 |   |   |   |   |   |   |   |   | 5 |
| 4 |   |   |   |   |   |   |   |   | 4 |
| 3 |   |   |   |   |   |   |   |   | 3 |
| 2 |   |   |   |   |   |   |   |   | 2 |
| 1 |   |   |   |   |   |   |   |   | 1 |
|   | a | b | c | d | e | f | g | h |   |

Weiß besitzt einen Freibauern auf a5. Der schwarze Bauer auf d3 ist ebenfalls ein Freibauer, weil er von e3 nicht mehr gestoppt werden kann. f4 ist kein Freibauer, weil er auf seinem Weg zur gegnerischen Grundreihe noch durch den schwarzen g-Bauern geschlagen werden könnte.
Ein Freibauer ist ein Bauer, auf dessen Linie und den beiden benachbarten Linien sich keine gegnerischen Bauern befinden, die den Bauern auf seinem möglichen Weg zur Umwandlung blockieren oder schlagen könnten. Der Gegner muss daher Figuren benutzen, um den Freibauern am Vorrücken und schließlich an der Umwandlung zu hindern. Diese Figuren werden dadurch von anderen Aufgaben abgelenkt, was für die Partei mit dem Freibauern einen großen Vorteil darstellt.
Je weiter die Partie fortschreitet, umso größer wird die Bedeutung der Freibauern. Das Endspiel kann oft nur gewonnen werden, wenn ein Freibauer gebildet wird, und der Gegner die Umwandlung überhaupt nicht oder nur durch Materialopfer verhindern kann. Deswegen sind vor allem in Bauernendspielen Freibauern dann besonders wertvoll, wenn sie weit vom gegnerischen König entfernt und nahe dessen Grundreihe sind.
Die Verteidigung gegen den Freibauern besteht zunächst darin, ihn durch eine Blockadefigur am Vormarsch zu hindern. Erst dann wird der Freibauer durch Figuren angegriffen. Für beide Spieler (sowohl mit als auch gegen den Freibauer) ist es ratsam, die Türme hinter den Freibauern, statt vor den Freibauern zu stellen. Der eine Spieler möchte seinen Turm nicht vor den eigenen Freibauern stellen, um dessen Vormarsch nicht im Wege zu stehen. Der andere möchte vermeiden, dass dem Turm durch den voranschreitenden gegnerischen Freibauern die Zugmöglichkeiten genommen werden.

### Isolierter Bauer
|   | a | b | c | d | e | f | g | h |   |
| 8 |   |   |   |   |   |   |   |   | 8 |
| 7 |   |   |   |   |   |   |   |   | 7 |
| 6 |   |   |   |   |   |   |   |   | 6 |
| 5 |   |   |   |   |   |   |   |   | 5 |
| 4 |   |   |   |   |   |   |   |   | 4 |
| 3 |   |   |   |   |   |   |   |   | 3 |
| 2 |   |   |   |   |   |   |   |   | 2 |
| 1 |   |   |   |   |   |   |   |   | 1 |
|   | a | b | c | d | e | f | g | h |   |

Die beiden Bauern auf a2 und e4 sind isoliert, weil auf den jeweiligen Nachbarlinien kein Bauer gleicher Farbe steht. e4 erscheint als besonders verwundbar, weil er zudem auf einer halboffenen Linie steht. Alle anderen Bauern sind verbundene Bauern.
Ein isolierter Bauer, häufig auch Isolani genannt, ist ein Bauer, der sich auf einer Linie befindet, an die sich rechts und links Linien anschließen, auf denen sich kein eigener Bauer befindet. Er kann leicht attackiert und nur schwer gedeckt werden, da ihn eigene Bauern nicht verteidigen können. Er bindet also eigene Figuren, wodurch sich die Stellung letztlich verschlechtert.
Eine ambivalente Rolle spielt der isolierte Damenbauer (d4 für Weiß bzw. d5 für Schwarz), wie er in zahlreichen Eröffnungssystemen entsteht. Zwar besitzt er die bereits genannten Schwächen. Diese werden jedoch dadurch teilweise kompensiert, dass der Spieler mit dem Isolani meistens die Felder c5 und e5 (bzw. c4 und e4 im Falle von Schwarz) kontrolliert, über die halboffene e-Linie Druck ausüben kann, einen gewissen Raumvorteil besitzt und seine Figuren leichter entwickeln kann. Ob der isolierte Damenbauer einen Vorteil oder einen Nachteil darstellt, ist umstritten und hängt unter dem Strich von der konkreten Stellung ab.

### Hängende Bauern
|   | a | b | c | d | e | f | g | h |   |
| 8 |   |   |   |   |   |   |   |   | 8 |
| 7 |   |   |   |   |   |   |   |   | 7 |
| 6 |   |   |   |   |   |   |   |   | 6 |
| 5 |   |   |   |   |   |   |   |   | 5 |
| 4 |   |   |   |   |   |   |   |   | 4 |
| 3 |   |   |   |   |   |   |   |   | 3 |
| 2 |   |   |   |   |   |   |   |   | 2 |
| 1 |   |   |   |   |   |   |   |   | 1 |
|   | a | b | c | d | e | f | g | h |   |

Das Bauernpaar c4/d4 steht auf halboffenen Linien und ist von den restlichen Bauern isoliert. Es sind „hängende Bauern“.
Nicht ganz so schwach wie ein einzelner isolierter Bauer sind die hängenden Bauern, die zwar mit einander verbunden, aber von den anderen Bauern gleicher Farbe getrennt sind. Sie stehen auf halboffenen Linien. Werden sie durch gegnerische Bauern von der Seite her angegriffen, so werden sie oft weiter geschwächt, weil isolierte oder rückständige Bauern entstehen. Sie besitzen aber auch Vorteile. Stehen sie wie im Diagramm direkt nebeneinander, dann kontrollieren sie viele wichtige Zentrumsfelder. Hängende Bauern entstehen in zahlreichen Eröffnungssystemen, z. B. in manchen Varianten des Damengambits, sowohl für Weiß als auch für Schwarz.

### Rückständiger Bauer
|   | a | b | c | d | e | f | g | h |   |
| 8 |   |   |   |   |   |   |   |   | 8 |
| 7 |   |   |   |   |   |   |   |   | 7 |
| 6 |   |   |   |   |   |   |   |   | 6 |
| 5 |   |   |   |   |   |   |   |   | 5 |
| 4 |   |   |   |   |   |   |   |   | 4 |
| 3 |   |   |   |   |   |   |   |   | 3 |
| 2 |   |   |   |   |   |   |   |   | 2 |
| 1 |   |   |   |   |   |   |   |   | 1 |
|   | a | b | c | d | e | f | g | h |   |

Der Bauer auf d3 ist rückständig, da er nicht nach d4 oder d5 vorrücken kann, um Unterstützung vom e-Bauern zu erfahren. Für den Bauern auf e5 gilt im Prinzip das Gleiche, auch wenn er nicht so schwach ist wie der auf d3, da er nicht so leicht von gegnerischen Figuren angegriffen werden kann.
Rückständig ist ein Bauer, dessen benachbarte Bauern schon weiter vorne postiert sind und ihn daher nicht mehr decken können. Der rückständige Bauer ist dabei am Vorziehen gehindert, weil das Feld vor ihm vom Gegner kontrolliert wird.  Die Auswirkungen entsprechen dabei im Allgemeinen denen eines isolierten Bauern. Das Feld unmittelbar vor einem rückständigen Bauer ist oft ein ausgezeichnetes Vorpostenfeld für einen gegnerischen Springer.

### Karlsbader Struktur
|   | a | b | c | d | e | f | g | h |   |
| 8 |   |   |   |   |   |   |   |   | 8 |
| 7 |   |   |   |   |   |   |   |   | 7 |
| 6 |   |   |   |   |   |   |   |   | 6 |
| 5 |   |   |   |   |   |   |   |   | 5 |
| 4 |   |   |   |   |   |   |   |   | 4 |
| 3 |   |   |   |   |   |   |   |   | 3 |
| 2 |   |   |   |   |   |   |   |   | 2 |
| 1 |   |   |   |   |   |   |   |   | 1 |
|   | a | b | c | d | e | f | g | h |   |

Die Karlsbader Struktur
Diese Struktur kam erstmals in nennenswertem Umfang beim Schachturnier in Karlsbad 1923 aufs Brett. Viele Spieler wollten der Cambridge-Springs-Variante des Damengambits aus dem Weg gehen und spielten daher 6. c4xd5  e6xd5, was zur Karlsbader Struktur führt. Sie kann sich jedoch auch aus anderen Eröffnungen ergeben, darunter Grünfeld-Indisch, Nimzo-Indisch oder mit vertauschten Farben Caro-Kann. Mögliche Angriffspläne sind der Minoritätsangriff, also das Vorrücken mit dem a- und b-Bauern, der Durchbruch im Zentrum mit e3–e4 oder ein Angriff auf den gegnerischen König am Königsflügel.

### Maróczy-Aufbau
|   | a | b | c | d | e | f | g | h |   |
| 8 |   |   |   |   |   |   |   |   | 8 |
| 7 |   |   |   |   |   |   |   |   | 7 |
| 6 |   |   |   |   |   |   |   |   | 6 |
| 5 |   |   |   |   |   |   |   |   | 5 |
| 4 |   |   |   |   |   |   |   |   | 4 |
| 3 |   |   |   |   |   |   |   |   | 3 |
| 2 |   |   |   |   |   |   |   |   | 2 |
| 1 |   |   |   |   |   |   |   |   | 1 |
|   | a | b | c | d | e | f | g | h |   |

Typischer Maróczy-Aufbau von Weiß gegen die Sizilianische Verteidigung.
Der nach Géza Maróczy benannte Maróczy-Aufbau wird durch zwei weiße Bauern auf c4 und e4 mit halboffener d-Linie charakterisiert, nachdem der d-Bauer mit dem schwarzen c-Bauern abgetauscht wurde. Er entsteht typischerweise aus der Beschleunigten Drachenvariante der Sizilianischen Verteidigung durch die Zugfolge 1. e4 c5 2. Sf3 Sc6 3. d4 cxd4 4. Sxd4 g6 5. c4 (ECO-Schlüssel B36), aber auch aus anderen Eröffnungen wie der Englischen. Obwohl Weiß mit diesem Aufbau die Beweglichkeit seines weißfeldrigen Läufers auf allen langen Diagonalen einschränkt, wurde diese Stellung wegen der starken Zentrumskontrolle lange als grundsätzlicher Nachteil für Schwarz angesehen.
Der Maróczy-Aufbau wird vom Gegner häufig mit der Igelstellung beantwortet.